# Parisia ciliata
Parisia ciliata là một loài Rêu trong họ Dicranaceae. Loài này được (Besch.) Tixier mô tả khoa học đầu tiên năm 1985.